# ATS Racing Team
Das ATS Racing Team war ein deutscher Motorsport-Rennstall, der sich zunächst in der Formel 2 und von 1977 bis 1984 in der Formel 1 engagierte. Das Team wurde von Günter Schmid initiiert und geführt. Es war, ebenso wie das gleichnamige Unternehmen ATS, in Bad Dürkheim ansässig.
Besitzer des Teams war neben Schmid der Industrielle Erich Stahlschmidt aus dem sauerländischen Werdohl, der die Geschäftsanteile von dem ATS-Mitbegründer Bruch erwarb und die rennsportlichen Pläne von Schmid nicht nur unterstützte, sondern erst ermöglichte. Als Teamchef fungierte jedoch ausschließlich Schmid. Er war in den 1960er-Jahren selbst Rennfahrer und hatte eine Reihe von Rennen in der Formel V bestritten. Seine letzten Rennen fuhr er 1972, als er sich bereits hauptberuflich bei dem Felgenhersteller einbrachte. Danach sponserte Schmid verschiedene nationale Motorsportveranstaltungen, bevor sich sein Unternehmen aktiv am Motorsport beteiligte, um für die Marke ATS zu werben.

## ATS in der Formel 2
Den ersten Einsatz als Motorsport-Team hatte der Rennstall „ATS Wheels“ in der Formel-2-Europameisterschaft 1976. Hans Günter Schmid bestritt das erste Jahr nur halbherzig. Weder die technische oder organisatorische Basis noch die Personalstruktur war geeignet, nachhaltigen Erfolg in der Formel 2 zu erreichen. Zudem nahm ATS Wheels nicht an allen Rennen der Formel-2-Europameisterschaft teil; andererseits erschien das Team auch bei einzelnen Rennen, die nicht zur Formel-2-EM zählten.
Als Einsatzfahrzeug meldete „ATS Wheels“ einen Lola T450, ein problematisches, im Ergebnis nicht konkurrenzfähiges Auto, das nur in vier Exemplaren für die Saison 1976 hergestellt worden war und, abgesehen von ATS, nur sporadisch von Privatfahrern eingesetzt wurde. Das Auto wurde angetrieben von einem herkömmlichen BMW-Motor, der in jener Saison gegenüber den Konkurrenztriebwerken von Renault das Nachsehen hatte. Als Fahrer meldete ATS zunächst den Finnen Mikko Kozarowitzky, der in früheren Jahren einige passable Resultate in kleineren Klassen gezeigt hatte.
Mikko Kozarowitzky trat beim Auftaktrennen, der Deutschland-Trophäe auf dem Hockenheimring, für ATS Wheels an. Er konnte sich qualifizieren, beendete das Rennen allerdings nicht. Die nächste Veranstaltung in Thruxton ließ das Team aus. Beim dritten Meisterschaftslauf, dem Gran Premio di Roma in Vallelunga, trat es wieder an, erneut mit Kozarowitzky, der sich allerdings diesmal nicht qualifizieren konnte. Hans Günter Schmid trennte sich daraufhin von Kozarowitzky, der in der Folgezeit mit dem privaten Team RAM zwei (erfolglose) Anläufe in der Formel 1 unternahm. Für das folgende Formel-2-Rennen, dem Festspielpreis der Stadt Salzburg, verpflichtete ATS Wheels den US-Amerikaner Ted Wentz, der sich qualifizierte, das Rennen allerdings nicht beendete. Nachdem ATS Wheels den Grand Prix de Pau wiederum ausgelassen hatte, erschien das Team wiederum Rheinpokal auf dem Hockenheimring, wo es nunmehr Bertram Schäfer als Fahrer meldete. Schäfer nahm an dem Rennen allerdings nicht teil. Für die anschließenden Rennen in Rouen-les-Essarts, Mugello und Enna-Pergusa meldete ATS Wheels den Sportwagen-Fahrer Reinhold Joest, der sich allerdings nur zum Rennen in Mugello qualifizieren konnte. Die Rennen in Estoril und Nogaro ließ ATS Wheels wiederum aus, bevor das Team zum letzten Meisterschaftsrennen des Jahres auf dem Hockenheimring mit dem Finnen Mika Arpiainen zurückkehrte. Auch hier gab es keinen Zieleinlauf. Kurz zuvor hatte ATS Wheels noch am nicht zur Meisterschaft zählenden Coppa Santa Monica in Rimini teilgenommen; Fahrer war hier Roland Binder gewesen, der ebenfalls nicht ins Ziel gekommen war.
Insgesamt verlief die Formel-2-Saison für ATS ernüchternd. Hans Günter Schmid zog Bilanz und erklärte gegenüber der Fachzeitschrift auto motor und sport, dass der finanzielle Aufwand einer Formel-2-Saison sehr hoch sei; für einen ähnlich hohen Betrag könne er auch ein Auto in der Formel 1 an den Start bringen. Die Möglichkeit hierzu ergab sich bereits im Winter 1976/77. Der von ATS eingesetzte Lola T450 existiert noch. Er befindet sich in der Hand eines privaten Rennfahrers, der damit gelegentlich an Bergrennen teilnimmt.

## ATS in der Formel 1

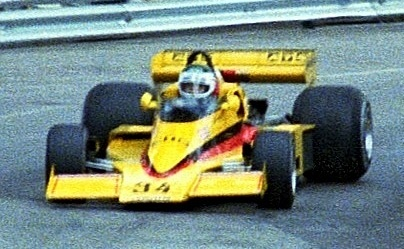
Jean-Pierre Jarier am Steuer des ATS-Penske PC4 beim Großen Preis von Monaco 1977

### 1977
Das Formel-1-Engagement von ATS begann, als Hans Günter Schmid Ende 1976 das Material des amerikanischen Teams Penske übernahm, das nach Abschluss dieser Saison seinen Rückzug aus der Formel 1 erklärt hatte. In der Saison 1977 setzte ATS das 1976 von Geoffrey Ferris entwickelte und seinerzeit von John Watson gefahrene Penske-Chassis PC4 ein, ein Auto, das 1976 immerhin den Großen Preis von Österreich gewonnen hatte. Damit verfügte das Team über ein erfolgreiches Einsatzgerät, sodass die Ausgangslage für das Formel-1-Engagement deutlich günstiger war als sie es ein Jahr zuvor beim Einstieg in die Formel 2 gewesen war. Im ersten Jahr blieb das Auto weitgehend unverändert.
ATS debütierte beim vierten Rennen der Weltmeisterschaft, dem Großen Preis der USA (West) in Long Beach. Als Fahrer war zunächst Hans-Joachim Stuck vorgesehen, der allerdings zur gleichen Zeit die Möglichkeit erhielt, den zuvor tödlich verunglückten Carlos Pace bei Brabham zu ersetzen. ATS verpflichtete daher kurzfristig den Franzosen Jean-Pierre Jarier, der sich einer Legende nach im Skiurlaub befand und unmittelbar zum ersten Rennen des Teams anreisen musste. Im Debütrennen qualifizierte sich Jarier für den neunten Startplatz (vor beiden Tyrrell und vor Hans Joachim Stuck im Brabham). Das Rennen schloss er mit einer Runde Rückstand als Sechster ab und fuhr so für den neuen Rennstall gleich in dessen erstem Rennen den ersten Weltmeisterschaftspunkt ein. In den weiteren Rennen gab es allerdings keine zusätzlichen WM-Punkte mehr. Die Saison verlief stattdessen schwierig. Das Team litt einerseits darunter, dass das Chassis zunehmend veraltete; andererseits war die Organisation des Teams nach Ansicht von Beobachtern nicht optimal. Zum Großen Preis von Großbritannien verpflichtete ATS einmalig Geoffrey Ferris als technischen Berater, um so vom Urheber des Fahrzeugs einige Hinweise auf die optimale Abstimmung und Ähnliches zu erhalten. Im Ergebnis zahlte sich der Einsatz nicht aus. Für die verbleibenden Rennen arbeitete ATS weiter ohne einen kontinuierlich verantwortlichen technischen Direktor.
Jarier fuhr den Penske PC04 mit der Start Nummer 34 bis einschließlich des Großen Preis von Italien. In dieser Zeit konnte er sich mit Ausnahme des Großen Preises von Spanien regelmäßig qualifizieren, kam aber im Qualifying nicht mehr über die zweite Hälfte des Starterfeldes hinaus. In sechs Rennen kam Jarier ins Ziel; das beste Ergebnis war der achte Platz beim Großen Preis von Schweden. Bei den Großen Preisen von Frankreich, Deutschland, den Niederlanden und Italien fiel er jeweils mit Motor- oder Getriebedefekt aus.
Zum Großen Preis von Deutschland brachte ATS ein zweites Auto an den Start. Hier ging der deutsche Tourenwagen-Pilot Hans Heyer für ATS ins Rennen. Er qualifizierte sich nicht, startete aber dennoch illegal. In den offiziellen Dokumenten ist die Notiz vermerkt: „Managed somehow to start“. Die Rennkommissare bemerkten dies erst, als er mit einem Fehler an der Kraftübertragung aufgab. Zu den Großen Preisen von Österreich, den Niederlanden und Italien startete an seiner Stelle Hans Binder, der in Österreich Zwölfter und in Italien Achter wurde.
An den letzten drei Rennen des Jahres, die in Übersee stattfanden, nahm ATS aus Kostengründen nicht mehr teil.

### 1978

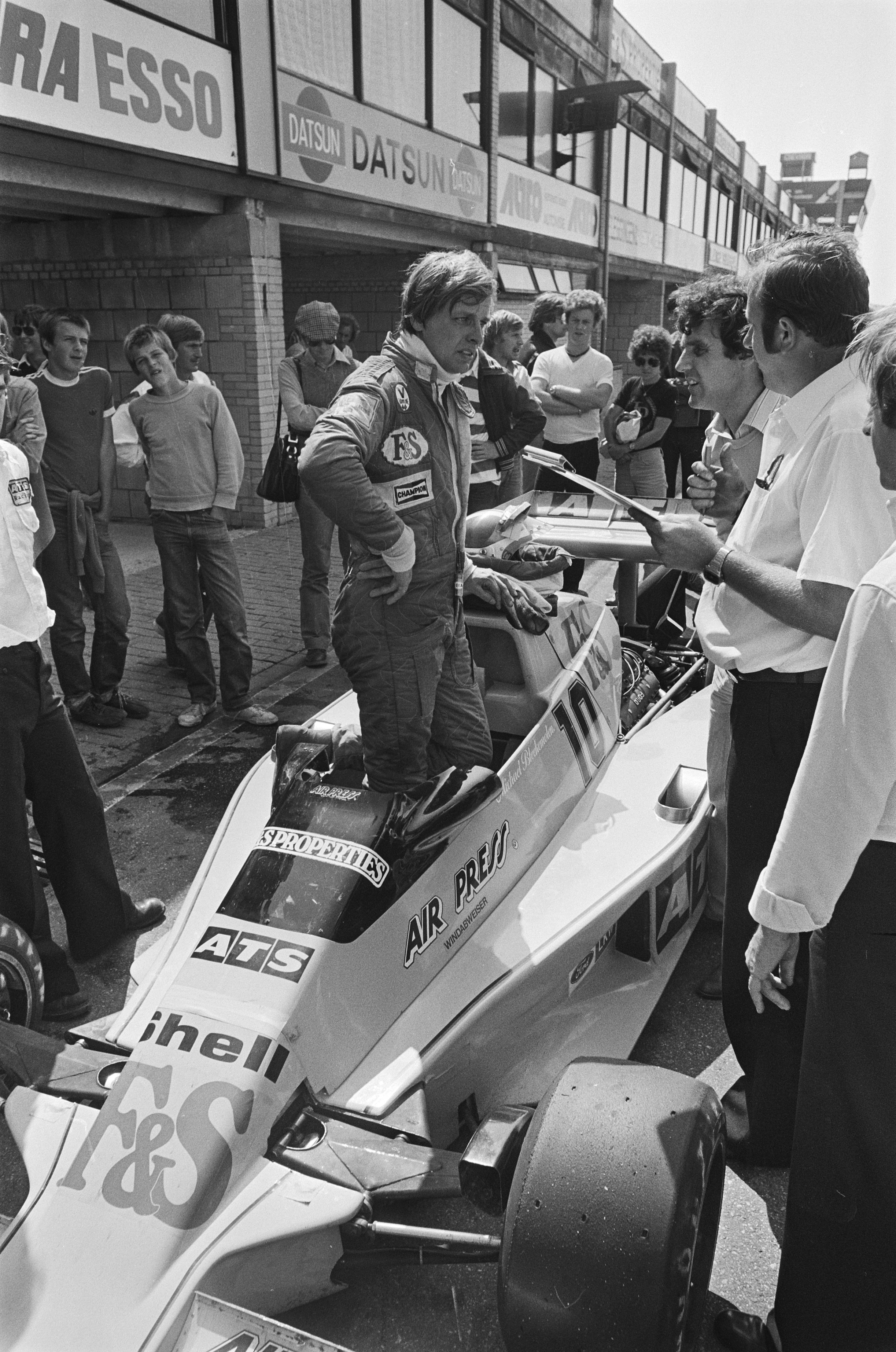
Michael Bleekemolen im ATS HS1 (Zandvoort)

#### Die Ausgangslage
Hans Günter Schmid versuchte im Winter 1977/78, die materielle Basis seines Teams zu stärken. Hierzu übernahm er viel Material von March, einem britischen Rennwagenhersteller, der von 1970 bis 1977 ein eigenes Formel-1-Team betrieben hatte, Ende 1977 aber den Rückzug aus dem werksseitigen Grand-Prix-Sport erklärt hatte. ATS übernahm von March die technische Ausrüstung, die Werkshallen in Bicester und darüber hinaus die Mitgliedschaft in der FOCA. Teil des Geschäfts war außerdem eine Vereinbarung mit Robin Herd, einem der Gründer und Mitinhaber von March Engineering, aufgrund derer Herd das vorhandene Penske-Auto für ATS überarbeiten sollte. Im Ergebnis entstand so der ATS HS1. Die Bezeichnung HS sollte die Allianz zwischen Robin Herd (H) und Hans Günter Schmid (S) nach außen deutlich machen. Der HS1 war ein Auto, das im Wesentlichen auf der Substanz des 1976 gebauten Penske PC4 beruhte und vor allem im Bereich der Karosserie Änderungen erfahren hatte. Der HS1 hatte kein wirksames Flügelprofil am Unterboden und stellte damit kein Wing-Car dar. Schon dadurch waren der Konkurrenzfähigkeit des Autos deutliche Grenzen gesetzt. Als Antrieb diente ein konventioneller Cosworth-DFV-Motor, die Reifen kamen von Goodyear. Insgesamt wurden drei Fahrzeuge vom Typ HS1 hergestellt.
Die Saison 1978 sollte für ATS zu einem unsteten Jahr werden. Es gab zahlreiche Wechsel im Teammanagement und auch bei den Fahrern.
ATS trat erstmals durchgängig als Team mit zwei Autos an. Als erster Fahrer wurde Jochen Mass (Start-Nr. 9) gemeldet. Für das zweite Auto hatte ATS zunächst Bruno Giacomelli ins Auge gefasst, der dem Team von Robin Herd empfohlen worden war. Giacomelli sagte allerdings kurzfristig ab, da er sich in dem in Entwicklung befindlichen Formel-1-Projekt von Alfa Romeo engagierte; an seiner Stelle verpflichtete ATS schließlich erneut Jean-Pierre Jarier, der die Startnummer 10 erhielt.

#### Die Rennen
Jarier und Mass erreichten ihre besten Qualifikationsergebnisse jeweils beim Auftaktrennen in Argentinien: Jarier startete als 11. und wurde im Rennen 12.; Mass kam vom 13. Startplatz aus als 11. ins Ziel. Sein bestes Rennergebnis dieser Saison erzielte Mass mit einem siebenten Platz beim Großen Preis von Brasilien. Allerdings sorgte dieses Rennen für einige Unruhe im Team. Mass hatte im Training sein Auto massiv beschädigt. Hans Günter Schmid wies ihm daraufhin für das Rennen selbst den Wagen von Jarier zu, der seinerseits – obwohl er einen deutlich besseren Startplatz hatte – am Rennen nicht teilnehmen konnte. Jarier revanchierte sich im folgenden Rennen, dem Großen Preis von Südafrika, auf seine Weise: Er erreichte auf der langen Geraden zwischen Crawthorne Corner und The Kink mit 281 km/h die höchste Geschwindigkeit aller Fahrer. Im Rennen selbst kam er als Achter ins Ziel und erzielte hier sein bestes Saisonergebnis.
Die Qualifikationsergebnisse wurden im Laufe der Saison zunehmend schlechter. Bis zum Großen Preis von Deutschland gelang es Mass (mit Ausnahme des Großen Preises von Monaco) zwar regelmäßig, sich für die Rennen zu qualifizieren; er musste sich allerdings zunehmend auf Positionen im letzten Drittel des Starterfeldes beschränken.
Schon im Frühjahr 1978 kam einige Unruhe ins Team. Jean-Pierre Jarier wurde zum Großen Preis von Belgien nach einem Streit mit Schmid durch Alberto Colombo ersetzt. Weder in Belgien noch im folgenden Rennen, dem Großen Preis von Spanien, konnte sich der Italiener qualifizieren; er war jeweils der langsamste Teilnehmer der Qualifikation. Hans Günter Schmid ersetzte ihn daher zum Großen Preis von Schweden durch den Finnen Keke Rosberg, der zuvor einigen Einsatz mit einem unterlegenen Auto im Theodore-Racing-Team gezeigt hatte. Rosberg blieb für die zunächst drei Rennen im Team. Er konnte sich regelmäßig qualifizieren und sah in Schweden und Frankreich das Ziel, wenn auch nur als 15. bzw. 16.
Zum Heimatrennen von ATS, dem Großen Preis von Deutschland, kehrte Keke Rosberg zu Theodore Racing zurück. An seine Stelle trat für diese eine Veranstaltung noch einmal Jean-Pierre Jarier, der sich allerdings nicht zum Rennen qualifizieren konnte. Jochen Mass qualifizierte sich bei diesem Rennen letztmals für ATS. Er ging als 22. in das Rennen, kollidierte aber bereits in der ersten Runde mit Hans-Joachim Stuck im Shadow, woraufhin die beiden deutschen Fahrer ausfielen. In den beiden folgenden Rennen, den Großen Preisen von Österreich und den Niederlanden, verpasste Mass dann mit deutlichem Rückstand die Qualifikation.
Beim Großen Preis von Österreich fuhr Hans Binder den zweiten ATS, den anlässlich des Großen Preises der Niederlande Michael Bleekemolen übernahm. Der Niederländer war in der Formel V und in der Formel 3 erfolgreich gewesen, hatte aber keinerlei Formel-1-Erfahrung. In der Saison 1977 versuchte er, beim Großen Preis der Niederlande einen privaten March für das Team RAM Racing an den Start zu bringen, war dort aber mit deutlichem Abstand Letzter der Qualifikation und nahm am Rennen selbst nicht teil. Michael Bleekemolen konnte sich ebenso wenig qualifizieren wie Hans Binder und Jochen Mass, sodass an diesen Veranstaltungen kein einziger ATS teilnahm. Nachdem sich Jochen Mass bei einer privaten Testfahrt auf dem Silverstone Circuit einen Beinbruch zugezogen hatte, trennte sich Hans Günter Schmid von ihm. Sein Auto mit der Start-Nr. 9 übernahm für die letzten drei Rennen der Saison Michael Bleekemolen, während den zweiten Wagen mit der Start-Nr. 10 beim Großen Preis von Italien Harald Ertl und bei den Überseerennen in den USA und in Kanada schließlich wieder Keke Rosberg fuhr.

#### Ein neues Auto
Im Laufe des Jahres wurde offensichtlich, dass die bislang eingesetzten Autos die größten Problemfelder des Teams darstellten. Sie waren in ihrer Konzeption inzwischen nahezu drei Jahre alt und ließen keinen Ground Effect entstehen, sodass sie deutliche Nachteile gegenüber der jüngeren Konkurrenz hatten. ATS hatte bereits im Frühjahr 1978 den Designer John Gentry mit der Konzeption eines neuen, nach modernen Konstruktionsmerkmalen entwickelten Autos beauftragt. Gentry entwarf den Wagen zusammen mit Gustav Brunner, der hier erstmals an einem Formel-1-Auto arbeitete. Das Auto, das die Bezeichnung D1 erhielt, war im Sommer 1978 fertiggestellt. Der D1 kopierte äußerlich den aktuellen Lotus 79, jenes Auto, das 1978 zum Maß aller Dinge geworden war. Zwar hatte der D1 in den Seitenkästen Flügelprofile, anders als beim Lotus war die Konzeption des ATS allerdings nur halbherzig: So fanden sich diverse Anbauteile des Autos in den Seitenkästen, unter anderem die Auspuffe, Teile der Aufhängung und der Öltank. Sie störten den Luftstrom unter dem Auto erheblich, sodass ein brauchbarer Ground Effect kaum auftreten konnte.
Der D1 wurde in einem Einzelstück im Sommer 1978 fertig gestellt. Michael Bleekemolen testete das Auto anlässlich des Großen Preises der Niederlande auf dem Circuit Park Zandvoort, erreichte dabei allerdings nur enttäuschende Ergebnisse. Zunächst verwendete das Team daraufhin die bekannten HS1 weiter.
Zum Großen Preis der USA wurde der D1 in etwas überarbeiteter Form an den Start gebracht. Die Seitenkästen waren nunmehr weitgehend – wenn auch nicht vollständig – befreit von störenden Anbauteilen, sodass der Ground Effect nutzbar gemacht werden konnte. Der D1, nach wie vor ein Einzelstück, wurde an Keke Rosberg gegeben, während sich Michael Bleekemolen weiterhin mit dem alten HS1 begnügen musste. Rosberg qualifizierte das neue Auto bei seinem ersten Einsatz für den 15. Startplatz. Allerdings kam er nicht ins Ziel, da in der 21. Runde die Kraftübertragung kollabierte. Bei der letzten Veranstaltung des Jahres, dem Großen Preis von Kanada, ging Rosberg als 21. ins Rennen. Er sah das Ziel, hatte aber 12 Runden Rückstand und wurde nicht gewertet.
Insgesamt litt das Team in seiner zweiten Saison an personeller und technischer Inkontinuität, die bessere Ergebnisse nachhaltig verhinderte. Daran änderte auch das neue, schnell präsentierte, aber noch nicht ausgereifte Chassis D1, nichts.

### 1979

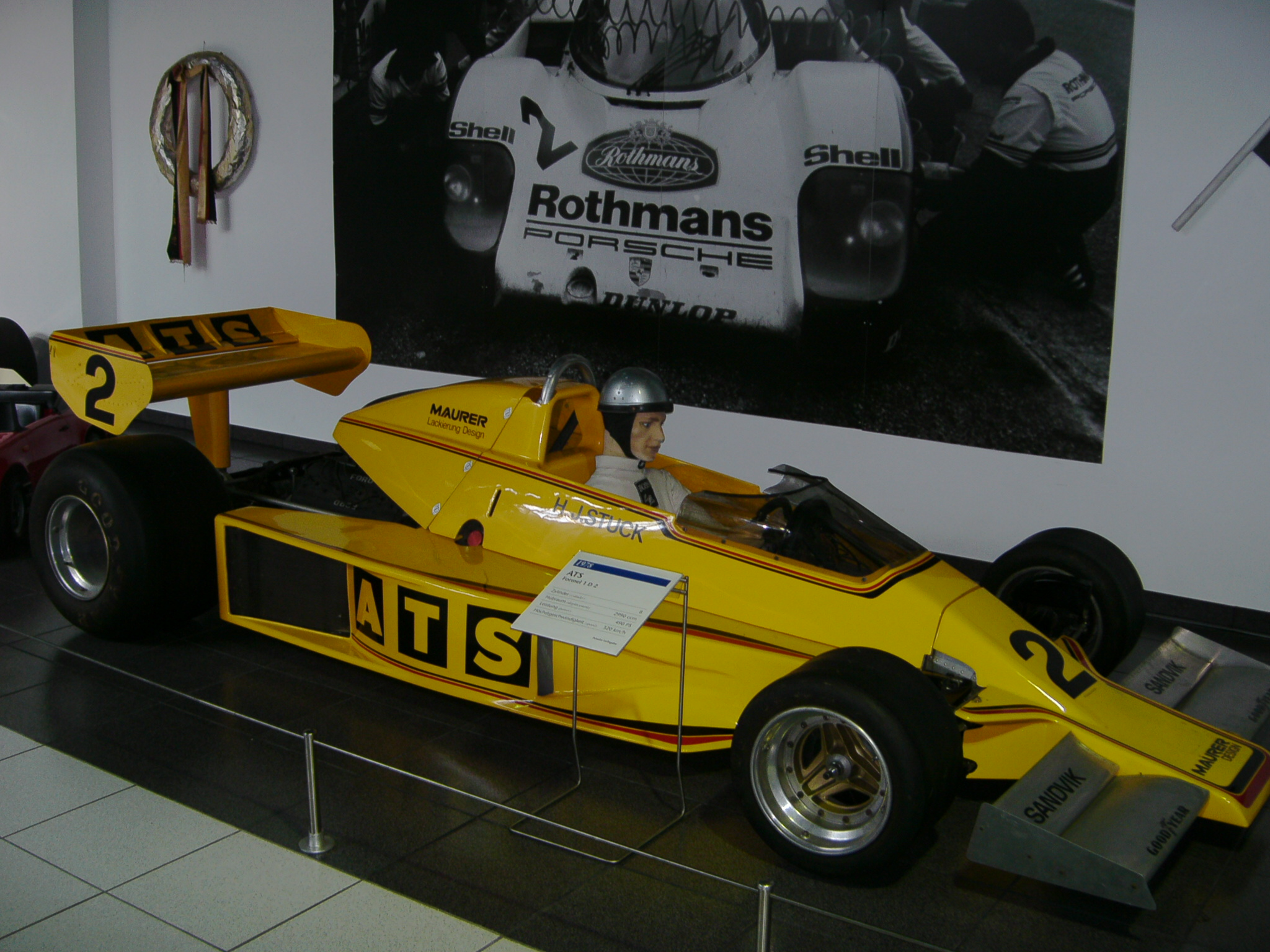
ATS D2

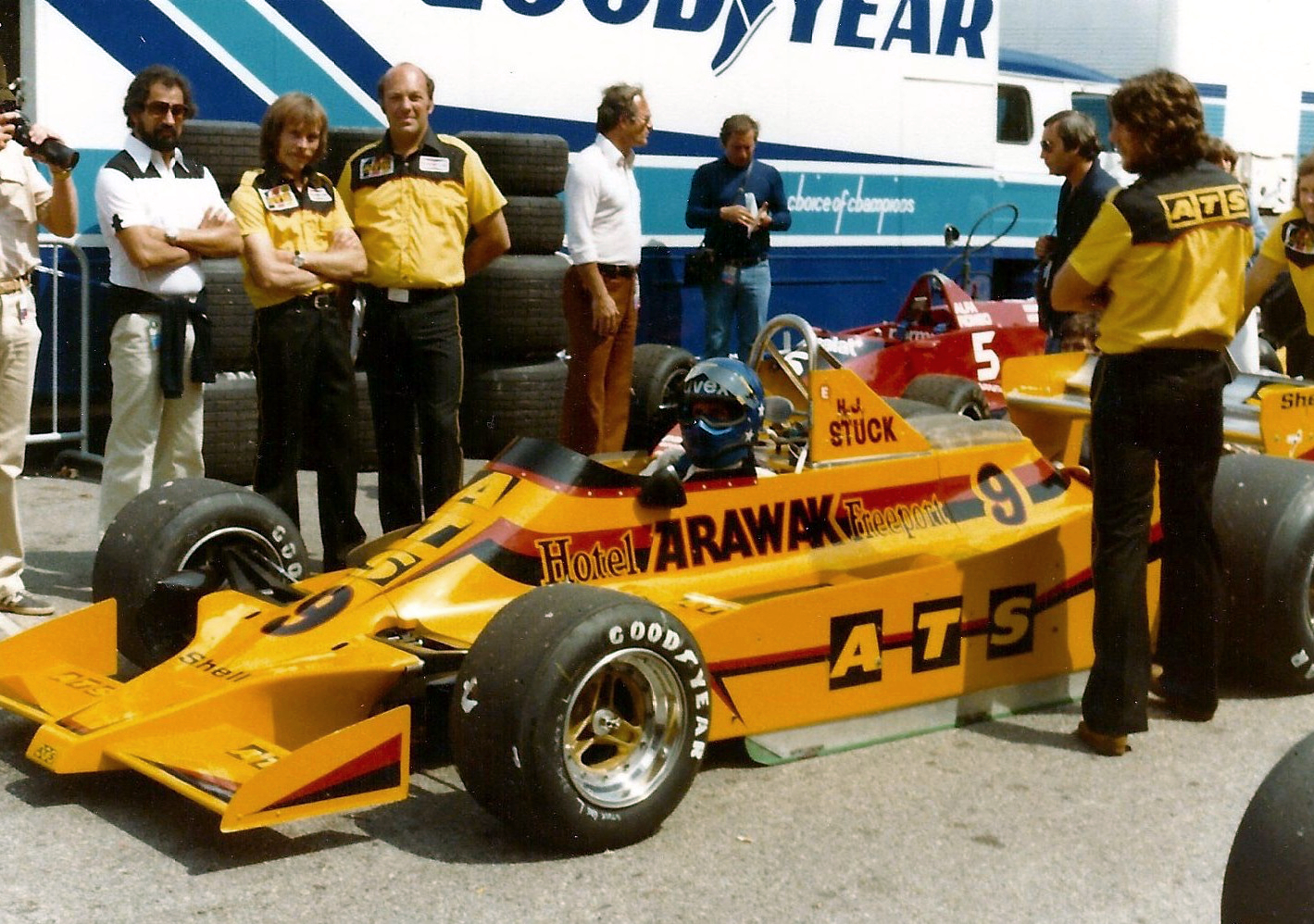
Hans-Joachim Stuck im ATS (rechts Teammanager Fred Opert)

In der Saison 1979 wurde lediglich ein Wagen mit Hans-Joachim Stuck am Steuer eingesetzt.

#### Die Ausgangslage
Hans Günter Schmid setzte ein weiteres Mal auf Wandel statt Kontinuität. In personeller Hinsicht verpflichtete er Fred Opert, der bis Ende 1978 ein eigenes Team (Fred Opert Racing) in der Formel 2 unterhalten hatte. Opert wurde zum Teammanager des ATS-Rennstalls. Ferner wurde mit Nigel Stroud ein neuer technischer Direktor verpflichtet, der John Gentry ersetzte. Zu seinen Aufgaben gehörte es, im Laufe der Saison ein neues Auto zu entwickeln, das vollwertig als Ground-Effect-Auto einzusetzen war.
Bis zur Fertigstellung dieses Autos, das für den Sommer 1979 projektiert war, verwendete ATS als Übergangsmodell ein Fahrzeug namens D2, ein Auto, das in der Winterpause in Auftragsarbeit in Italien entwickelt worden war. Konstrukteur war Giacomo Caliri, ein Ingenieur, der etwa zur gleichen Zeit damit begann, eigene Formel-2-Autos für Minardi zu konstruieren. Der D2 basierte de facto auf der Konstruktion des D1, kopierte aber in manchen Details wiederum den Lotus 79, das Weltmeister-Auto des Jahres 1978. Allerdings sollte sich der D2 als problematisches Auto erweisen; Hans-Joachim Stuck bezeichnete ihn im Laufe der Saison als „unfahrbar“.

#### Die Rennen
Die Rennen der Saison 1979 verliefen für das Team mit mäßigem Erfolg. Bei den Weltmeisterschaftsläufen konnte sich Stuck mit dem D2 – abgesehen vom Großen Preis von Großbritannien – zumeist qualifizieren. Allerdings waren Stuck und der ATS D2 üblicherweise nur in den letzten zwei oder drei Startreihen zu finden. Eine Ausnahme stellte der Große Preis von Monaco dar, wo Stuck als 12. ins Rennen ging.
In den Rennen selbst erreichte das Team mit dem D2 nahezu nichts. In den ersten 10 Rennen des Jahres, in denen das Team den D2 meldete, sah Hans-Joachim Stuck nur zweimal das Ziel. Beim Großen Preis von Spanien wurde er 14., und den darauf folgenden Großen Preis von Belgien beendete er als Achter – allerdings waren zuvor nicht weniger als 13 andere Fahrer ausgeschieden. Stuck selbst fiel in den anderen Rennen entweder mit Technikdefekt aus, wobei sich die Aufhängung, Lenkung und Kraftübertragung als besondere Problemstellen herauskristallisierten, oder – seltener – infolge von Fahrfehlern.
Bei zwei Großen Preisen ging das Team gar nicht ins Rennen: Bei der Auftaktveranstaltung, dem Großen Preis von Argentinien, gelang es den Mechanikern nicht, das Auto rechtzeitig zum Rennbeginn fertigzustellen. Daneben gab es beim Großen Preis von Frankreich den sogenannten Reifen-Eklat, ein Ereignis, das bezeichnend war für das Bild, das ATS und vor allem der Teaminhaber in den letzten Jahren abgegeben hatte. In der Sache ging es um den Typ der von Goodyear bezogenen Reifen. Goodyear lieferte seit einiger Zeit für einzelne Teams spezielle Qualifikationsreifen. Hierbei handelte es sich um einen Service, der den leistungsfähigsten Teams wie Lotus und Brabham vorbehalten waren, die ihrerseits in Konkurrenz zu den von Michelin ausgerüsteten Teams der Scuderia Ferrari und Renault standen. ATS war als Team, das 1978 keinen WM-Punkt erzielt hatte und auch 1979 noch keine zählbaren Ergebnisse aufweisen konnte, keines der von Goodyear begünstigen Teams, sodass es – wie viele andere auch – im Qualifying mit Rennreifen antreten musste. Dieser Umstand schränkte die Konkurrenzfähigkeit des Teams weiter ein. Hans Günter Schmid hatte im Laufe der Saison 1979 wiederholt versucht, für sein Team Qualifikationsreifen zu erhalten; Goodyear hatte dies regelmäßig abgelehnt. Als Hans-Joachim Stuck mit dem ATS D2 beim freien Training zum Großen Preis von Frankreich nur eine der langsamsten Zeiten erreichen konnte, sah Hans Günter Schmid die Ursache hierfür in den Goodyear-Reifen. Schmid bekam einen seiner gefürchteten Wutanfälle und zog sein Team unverzüglich – das heißt vor dem Zeittraining – von der Veranstaltung ab. In der Konsequenz nahm ATS an diesem Rennen nicht teil. Fred Opert war von dem Verhalten des Teameigners entsetzt und kündigte unverzüglich. In den folgenden Tagen glätteten sich die Wogen, und Goodyear erklärte sich bereit, ATS auch weiterhin mit Reifen zu beliefern. Qualifikationsreifen erhielt das Team allerdings auch weiterhin nicht. An die Stelle von Fred Opert als Teammanager trat ab Sommer 1979 der ehemalige Rennfahrer Vic Elford.
Die verbleibenden Rennen verliefen freudlos. Beim Großen Preis von Großbritannien fand sich Hans-Joachim Stuck neben Arturo Merzario, der ein selbst gebautes Auto bewegte, im Bereich der Nichtqualifikanten wieder. Seinen letzten Einsatz hatte der ATS D2 beim Großen Preis von Deutschland. Hier qualifizierte sich Stuck als 23. und Vorletzter. Wegen eines Aufhängungsdefekts gelang es ihm nicht, auch nur eine einzelne Runde bei dem Heimatrennen des Teams zu absolvieren. Danach wurde der D2 außer Dienst genommen.

#### Ein neues Auto
Als Ersatz wurde beim folgenden Rennen, dem Großen Preis von Österreich, der ATS D3 gemeldet, jenes Auto, an dem Nigel Stroud seit Anfang des Jahres gearbeitet hatte. Stroud wurde unterstützt von Kurt Chabek, der zuvor für das Willi Kauhsen Racing Team an dessen erfolglosem Formel-1-Projekt gearbeitet hatte. Stroud und Chabek orientierten sich bei den Entwürfen für ATS an Caliris D2, konzipierte allerdings ein neues Monocoque und – wesentlich wichtiger für die Fahrbarkeit des Autos – eine neue Aufhängung. Als Antrieb diente weiterhin ein herkömmlicher Cosworth-DFV-Achtzylinder. Die Änderungen erwiesen sich als vorteilhaft für das Team: Schon bei seinem ersten Einsatz mit dem D3 konnte sich Hans-Joachim Stuck für den 18. Startplatz qualifizieren. Im Rennen schied er allerdings wegen Motordefekts aus. In den folgenden Rennen konnte Stuck zwei 15., einen 14. und einen 12. Startplatz herausarbeiten, letzteren beim Großen Preis von Kanada. Beim letzten Lauf, dem Großen Preis der USA, erreichte Stuck mit einem 5. Platz die einzigen Punkte der Saison für das Team. Dass in diesem Rennen insgesamt nur sieben Fahrer ins Ziel kamen, schmälert den Wert des Ergebnisses nicht.

### 1980
Für die vierte Formel-1-Saison des deutschen Rennstalls übernahm Jo Ramirez die Funktion des Teammanagers, eine Position, die er zuvor lange Jahre bei Fittipaldi innegehabt hatte. Das Team begann die Saison mit den bekannten D3-Fahrzeugen. In den ersten Monaten des Jahres überarbeiteten Gustav Brunner und Tim Wardrop die Konstruktion allerdings erheblich. Das neue Auto, der ATS D4, war äußerlich dem Williams FW07 nachempfunden, jenem Auto, das in der Formel-1-Saison 1979 erheblichen Eindruck hinterlassen hatte. Es debütierte anlässlich des dritten Saisonrennens beim Großen Preis von Südafrika in Kyalami. Der D4 wurde insgesamt in vier Exemplaren hergestellt.
Der nunmehr „Team ATS“ genannte Rennstall meldete zu Saisonbeginn zwei Autos für den Schweizer Marc Surer und den Niederländer Jan Lammers. Nach einem schweren Unfall von Marc Surer reduzierte ATS jedoch sein Engagement und setzte für den Rest der Saison (mit einer Ausnahme) nur ein Auto ein, in dem abwechselnd Lammers und Surer saßen.
Jan Lammers verpasste in den ersten drei Rennen des Jahres jeweils deutlich die Qualifikation, Surer hingegen erreichte zunächst regelmäßig eine Rennteilnahme. Im Auftaktrennen, dem Großen Preis von Argentinien, konnte Marc Surer seinen D3 für den 23. Startplatz qualifizieren, sah im Rennen allerdings nicht das Ziel, da sein Auto in der 27. Runde in Flammen aufging.
Beim dritten Saisonrennen, dem Großen Preis von Südafrika, meldete ATS erstmals den neuen D4, der zunächst noch ein Einzelstück war. Das Auto wurde Marc Surer übergeben, der es im freien Training bei einem schweren Unfall vollkommen zerstörte. Surer trug bei diesem Unfall zwei Beinbrüche davon und musste bei diesem und bei den folgenden Rennen pausieren. ATS stellte keinen Ersatzfahrer ein, sondern konzentrierte sich zunächst auf den Einsatz von Jan Lammers. Beim vierten Saisonrennen, dem Großen Preis der USA (West) in Long Beach, konnte Lammers einen neu aufgebauten D4 einsetzen. Er kam mit dem Auto auf Anhieb gut zurecht: Beim Qualifikationstraining zu dieser Veranstaltung war Lammers nur 1,1 Sekunden langsamer als Nelson Piquet, der für Brabham die Pole-Position erkämpft hatte. Mit dieser Zeit erreichte Lammers sensationell die vierte Startposition und ging damit noch vor Alan Jones und Carlos Reutemann in den leistungsstarken Williams FW07B und vor den Autos der Scuderia Ferrari ins Rennen. Die gute Positionierung nützte allerdings nichts, da bereits in der ersten Runde die Kraftübertragung kollabierte und der Wagen ausfiel. Bei den anschließenden Großen Preisen von Belgien und Monte Carlo erreichte Jan Lammers jeweils Qualifikationen im Mittelfeld, sah aber jeweils nicht das Ziel. Beim Großen Preis von Belgien wurde er gleichwohl – als Zwölfter und Letzter – gewertet, da er trotz eines acht Runden vor Schluss aufgetretenen Motorendefekts eine hinreichende Distanz zurückgelegt hatte.
Zum Großen Preis von Frankreich wurde Jan Lammers durch den wieder genesenen Marc Surer ersetzt, der sich als 11. qualifizieren konnte, im Rennen aber mit Getriebeproblemen ausschied. Die erste tatsächliche Zielankunft eines ATS erreichte Surer beim Großen Preis von Deutschland, bei dem er 12. wurde. Zu diesem Rennen meldete ATS nochmals ein zweites Auto, das von Harald Ertl gefahren wurde. Ertl konnte seinen D4 nicht qualifizieren; er verpasste die Qualifikation um 2,8 Sekunden und war noch immer 2,3 Sekunden langsamer als der Vorletzte, Rupert Keegan im privat eingesetzten Williams FW07B des Teams RAM Racing. Bei den weiteren Rennen qualifizierte sich Surer zunächst noch für Startplätze im Mittelfeld; im weiteren Verlauf der Saison fiel das Team allerdings immer weiter ab. Tiefpunkt war die Nichtqualifikation Surers beim Großen Preis von Kanada. Auch die Rennresultate blieben unauffällig. Beim Großen Preis von Österreich wurde Surer 12., bei dem folgenden Großen Preis der Niederlande Zehnter, und beim Großen Preis der USA (Ost) in Watkins Glen erreichte mit einem achten Platz er das beste Ergebnis der Saison.

### 1981

#### Die Ausgangslage
Zum Ende der Formel-1-Saison 1980 hatte Gustav Brunner das ATS-Team verlassen, um für das deutsche Rennteam Maurer Motorsport Formel-2-Autos zu entwickeln. Hans Günter Schmid verpflichtete daraufhin für das kommende Jahr den Franzosen Hervé Guilpin als technischen Direktor, der in den Jahren zuvor einige Zeit in den Formel-1-Teams von Renault und der Équipe Ligier gearbeitet hatte. Guilpin sollte wiederum ein neues Auto für das Team entwerfen. Zum Saisonbeginn war das neue Fahrzeug allerdings nicht über das Planungsstadium hinaus gekommen, sodass der „Team ATS“ genannte Rennstall zunächst weiter mit Gustav Brunners ATS D4 antreten musste.
Im Laufe der Saison sollte es Schwierigkeiten mit dem Reifenlieferanten geben. Da Goodyear im Dezember 1980 angesichts der anhaltenden, das Ansehen des Motorsports beeinträchtigenden Machtkämpfe zwischen der FISA und der FOCA kurzfristig seinen Rückzug aus der Formel 1 erklärt hatte, mussten zu Beginn der Formel-1-Weltmeisterschaft 1981 alle Teams – und damit auch ATS – mit Reifen von Michelin starten. Michelin war hierzu allerdings nur bereit, solange sich keine anderen Reifenhersteller in der Formel 1 engagierten. Die Reifen von Michelin sollte sich als eingeschränkt belastbar erweisen, sodass viele Teams mit den zwangsläufig zu verwendenden französischen Pneus nicht glücklich waren. Die Situation änderte sich, als nach einigen Rennen Goodyear zurückkehrte und einige ausgewählte Teams unter Vertrag nahm. Andere Teams wichen im Laufe der Saison auf Pirelli aus. Für die englischen Teams RAM und Theodore Racing schließlich sprang der britische Reifenhersteller Avon Rubber ein, der bislang keine Formel-1-Erfahrung aufweisen konnte. ATS war ebenfalls mit Michelin unzufrieden, konnte aber weder mit Goodyear noch mit Pirelli zu einer Einigung kommen, sodass letzten Endes ein Wechsel zu Reifen von Avon vollzogen wurde. Dieser Schritt fand vor dem Großen Preis von Großbritannien statt.
ATS sollte die Saison 1981 ganz überwiegend mit einem einzigen Auto bestreiten. Lediglich zum Großen Preis von San Marino meldete das Team zwei Fahrer. Für das Auto mit der Start Nr. 9 wurde zunächst erneut der Niederländer Jan Lammers gemeldet, nach seiner Demission bei ATS für den Rest der vergangenen Saison bei Ensign gearbeitet hatte.

#### Die Rennen
Jan Lammers konnte zunächst auf die beiden 1980 hergestellten D4-Chassis mit den Nummern 03 und 04 zurückgreifen. Mit ihnen konnte er bei den ersten Rennen des Jahres nur dezente Leistungen zeigen, aufgrund derer ATS im Bereich des hinteren Mittelfeldes zu sehen war.
Lammers konnte sich beim Auftaktrennen, dem Großen Preis der USA (West), für den Startplatz 21 qualifizieren. Im Rennen kollidierte er allerdings mit Bruno Giacomelli im Alfa Romeo, wodurch das Chassis erheblich beschädigt wurde. In den zwei Wochen bis zum nächsten Rennen, dem Großen Preis von Brasilien, kehrte das Team nicht nach Deutschland zurück, sondern blieb in Übersee. Dort mussten die Mechaniker mit improvisierten Mitteln das zerstörte Chassis reparieren. In der Folge gelang es Jan Lammers nicht, sich mit dem wieder auf die Beine gestellten D4 für das Rennen von Brasilien zu qualifizieren. Beim Großen Preis von Argentinien war die Lage etwas besser; Lammers qualifizierte sich als 23. und kam im Rennen als 12. mit zwei Runden Rückstand ins Ziel. Allerdings gab es hier einige Unstimmigkeiten im Team im Zusammenhang mit einem Heckflügel. Das Team verfügte über einen neu entwickelten, bislang nicht getesteten Heckflügel, den die Ingenieure im Training zum Großen Preis von Argentinien ausprobieren wollten. Hans Günter Schmid lehnte den Einbau des neuen Flügels hingegen ab. Nachdem die Ingenieure auf der Verwendung des neuen Teils bestanden hatten, warf Schmid den Heckflügel auf den Boden und zerstörte ihn „aus unbekannten Gründen“. Danach wurden einige Mitarbeiter des Teams entlassen.
Zu Beginn der europäischen Saison verpflichtete ATS Roger Heavens als neuen Teammanager. Darüber hinaus wurden zum ersten europäischen Rennen, dem Großen Preis von San Marino, ATS einmalig zwei Fahrzeuge gemeldet. Neben Lammers wurde der Schwede Slim Borgudd gemeldet (Start Nr. 10), ein versierter Formel-3-Pilot ohne Erfahrungen in der Formel 1. Borgudd brachte finanzielle Unterstützung der schwedischen Pop-Band ABBA mit. Er war selbst kein Mitglied dieser Band, hatte aber bei zwei Studio-Aufnahmen am Schlagzeug gesessen. In Imola hatten beide Fahrer einen ATS D4 zur Verfügung. Borgudd qualifizierte sich in seinem Debüt-Rennen für den 24. Startplatz und kam letztlich im Rennen als 13. mit drei Runden Rückstand ins Ziel, während Jan Lammers an der Qualifikation scheiterte. Hans Günter Schmid nahm dies zum Anlass, sich erneut von Jan Lammers zu trennen. Für den Rest der Saison meldete das Team Slim Borgudd als einzigen Fahrer (nun mit der Start Nr. 9).

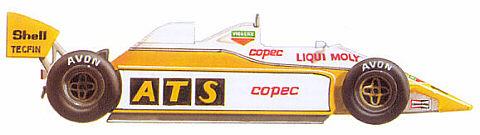
ATS HGS von 1981

Beim folgenden Rennen, dem Großen Preis von Belgien in Zolder, erhielt Borgudd erstmals ein neues Auto, den von Hervé Guilpin entworfenen ATS HGS. Der HGS (für Hervé Guilpin/Schmid) war ein unkompliziertes Auto mit Flügelprofil, das mit den Michelin-Reifen schlecht harmonierte. Als Antrieb wurde wiederum ein herkömmlicher Cosworth-DFV-Achtzylinder verwendet.
Bei ersten Einsatz in Zolder qualifizierte sich Borgudd nicht, beschädigte aber den HGS, sodass im nächsten Rennen, dem Großen Preis von Monaco, noch einmal der D4 eingesetzt wurde. Weder hier noch bei den folgenden Rennen in Spanien und Frankreich konnte sich Borgudd qualifizieren, sein Rückstand auf die Pole lag jeweils zwischen 4,5 Sekunden (in Spanien) und 7,8 Sekunden (in Monaco). Besserung trat ab dem Großen Preis von Großbritannien ein, bei dem ATS erstmals Reifen von Avon verwendete. Von nun an war die Qualifikation sicher (mit Ausnahme des letzten Rennens der Saison in Las Vegas), allerdings kam Borgudd nie über den 20. Startplatz, den er beim Großen Preis von Deutschland erreichte, hinaus. Insgesamt gab es für Borgudd mit dem HGS nur zwei Zielankünfte. Von besonderem Wert war der sechste Platz beim Großen Preis von Großbritannien; danach kam er nur noch beim Großen Preis der Niederlande ins Ziel, wo Borgudd unspektakulärer Zehnter wurde. Abgesehen davon waren technisch bedingte Ausfälle ebenso zu verzeichnen wie Fahrfehler.
ATS beendete die Saison als Elfter der Konstrukteurswertung (gleichrangig mit Theodore Racing).

### 1982 bis 1984

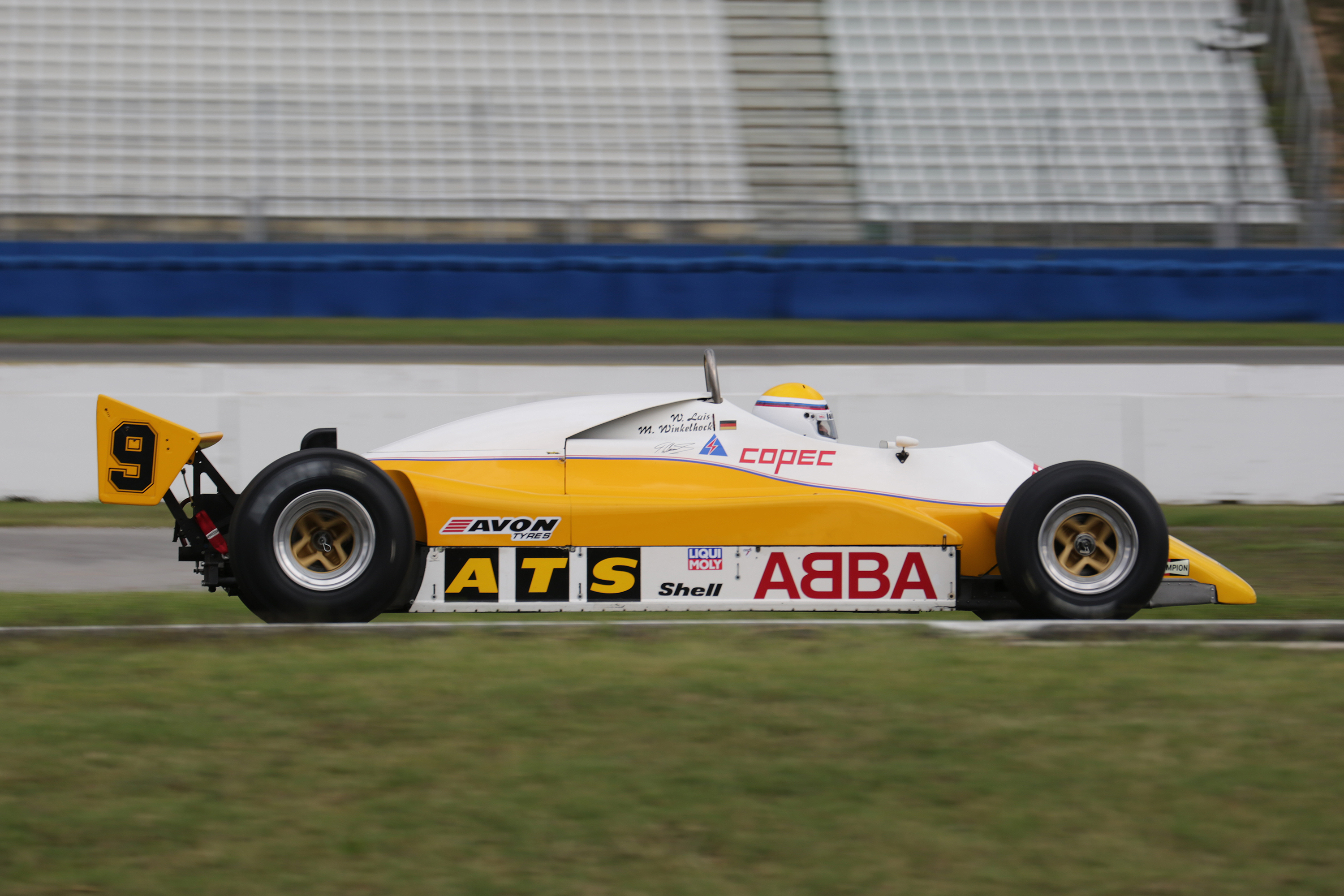
ATS D5 (1982)

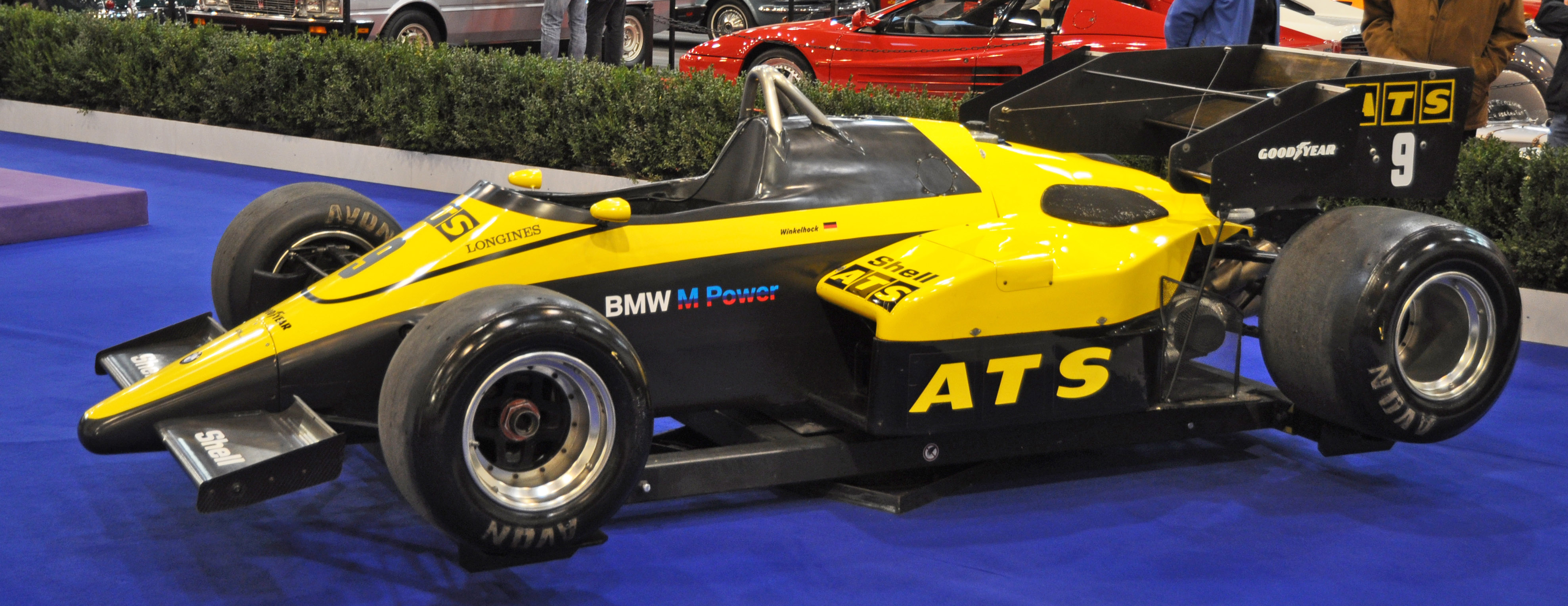
ATS D6 (1983)

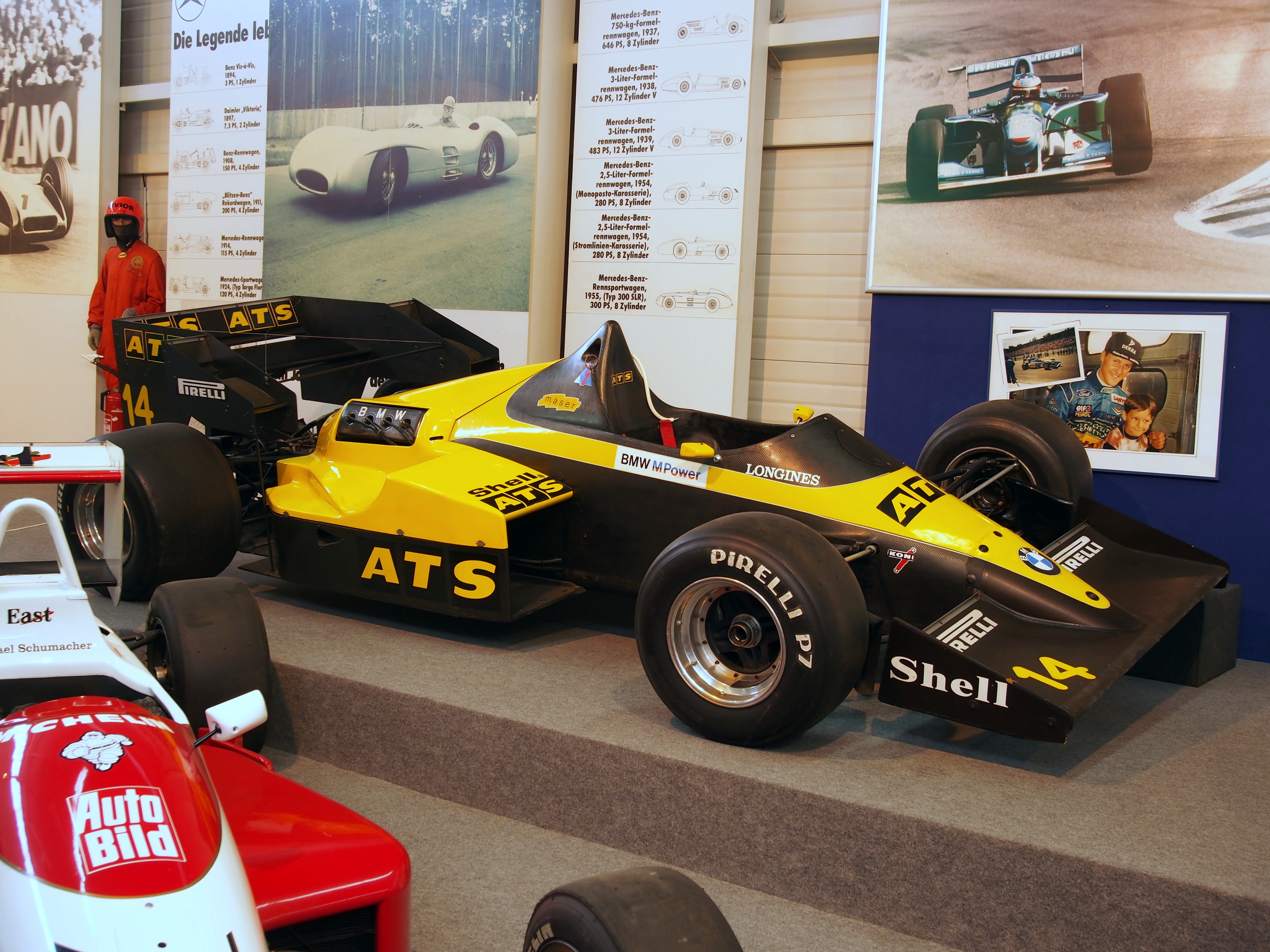
ATS D7 (1984)

Schmidt machte einen großen Aufwand, um das Team 1982 zusammenzubekommen. Zwei D5-Wagen (stark verbesserte HGS1) wurden für Manfred Winkelhock und Eliseo Salazar eingesetzt. Dies brachte bessere Ergebnisse, einen fünften Platz von Manfred Winkelhock beim Großen Preis von Brasilien und einen weiteren fünften Platz von Eliseo Salazar beim Großen Preis von San Marino. Winkelhock wurde beim Großen Preis von San Marino Sechster, wurde aber wegen Untergewichts seines Wagens disqualifiziert. Das Rennen wurde wegen einer politischen Krise innerhalb des Sports von den meisten britischen Teams boykottiert. Das Team verbesserte sich zwar in dieser Saison, blieb aber weiterhin im Mittelfeld hängen. Der bekannteste Moment war wohl, als Nelson Piquet beim Großen Preis von Deutschland nach einer Kollision mit Salazar, die für beide Fahrer das Ausscheiden zur Folge hatte, den ATS-Fahrer vor laufenden Kameras tätlich angriff.

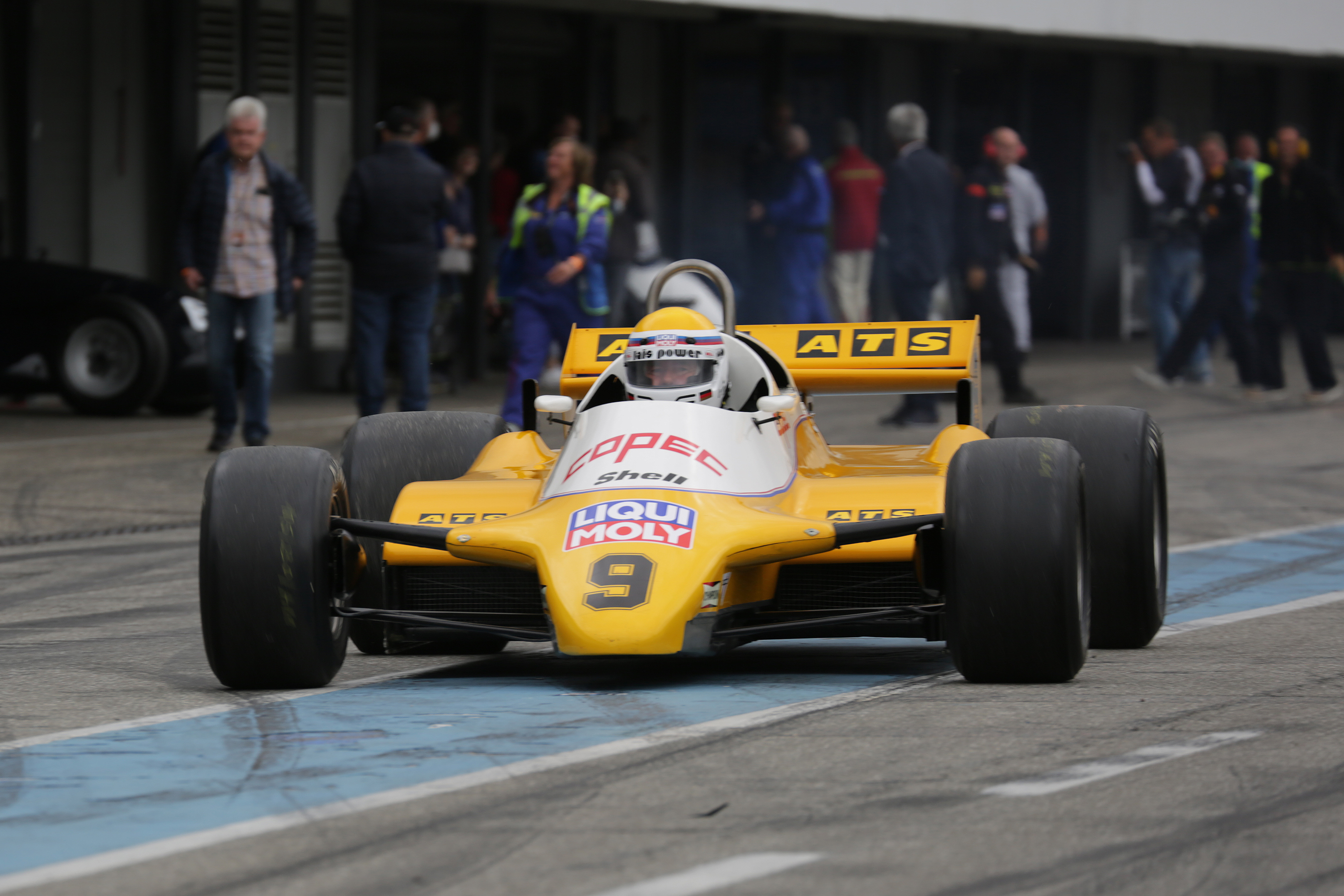
ATS D5, Bj. 1982, Hockenheim Historic 2021
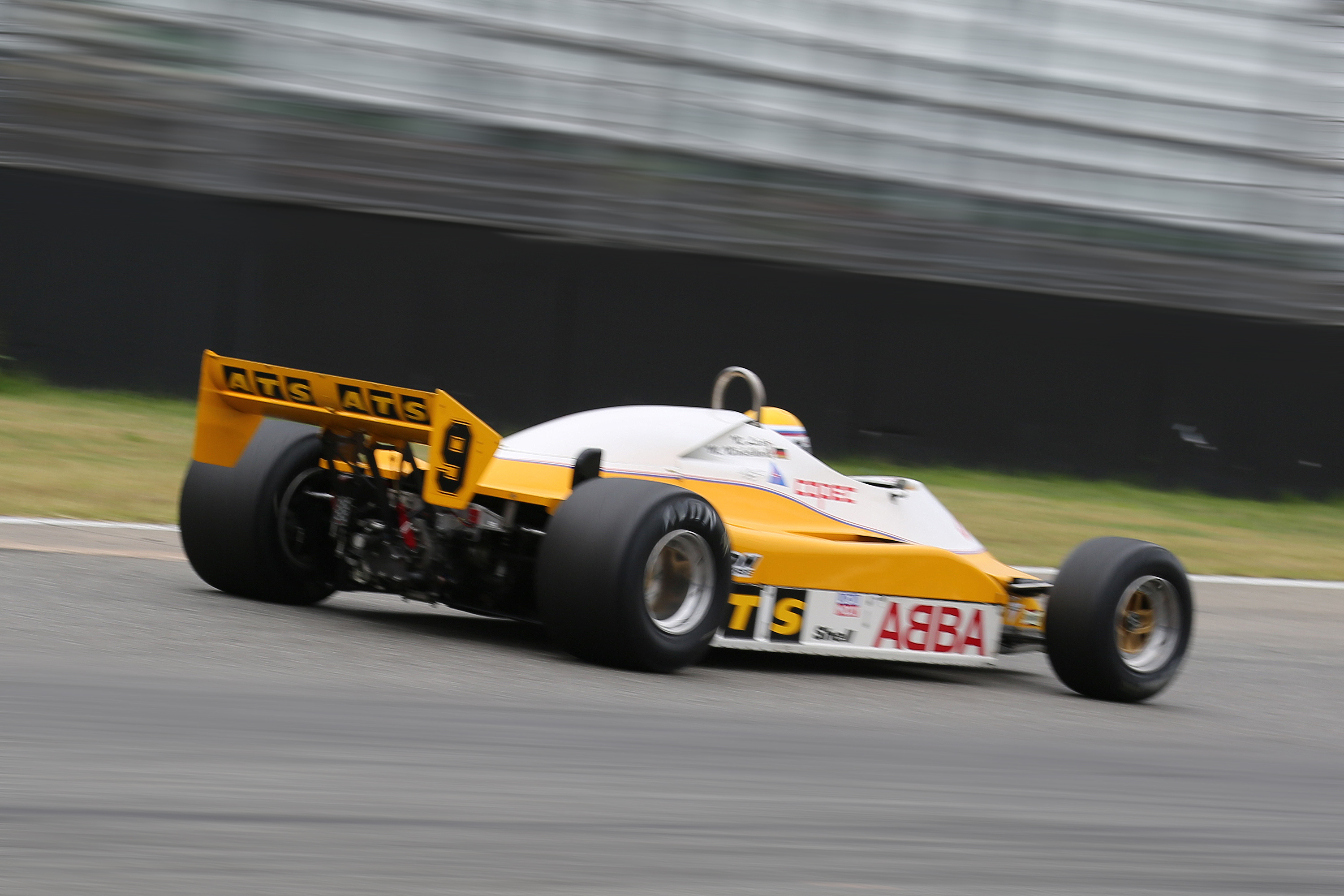
ATS D5 mit dem Ford Cosworth DFV V8.
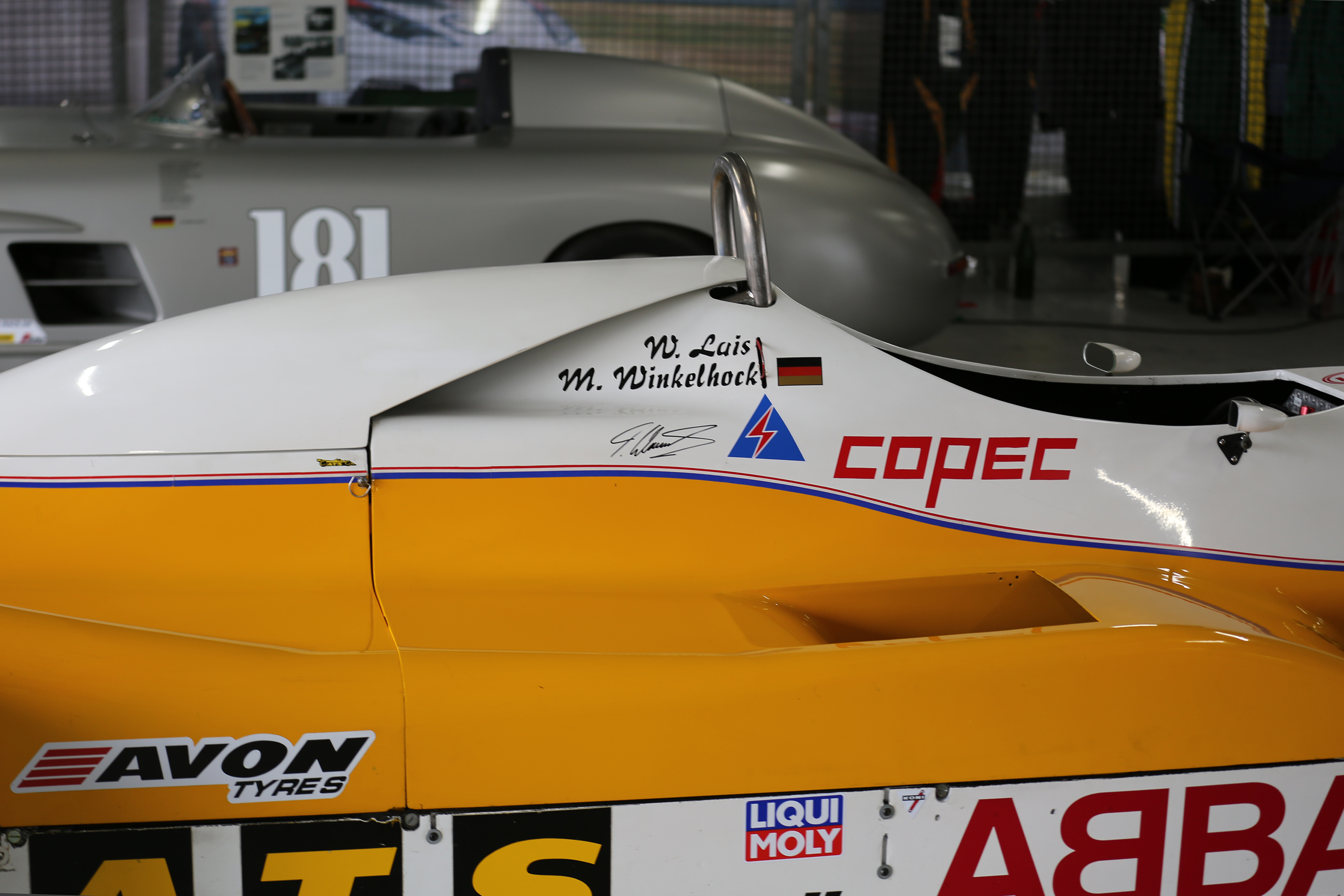
ATS D5, Ex Manfred Winkelhock /
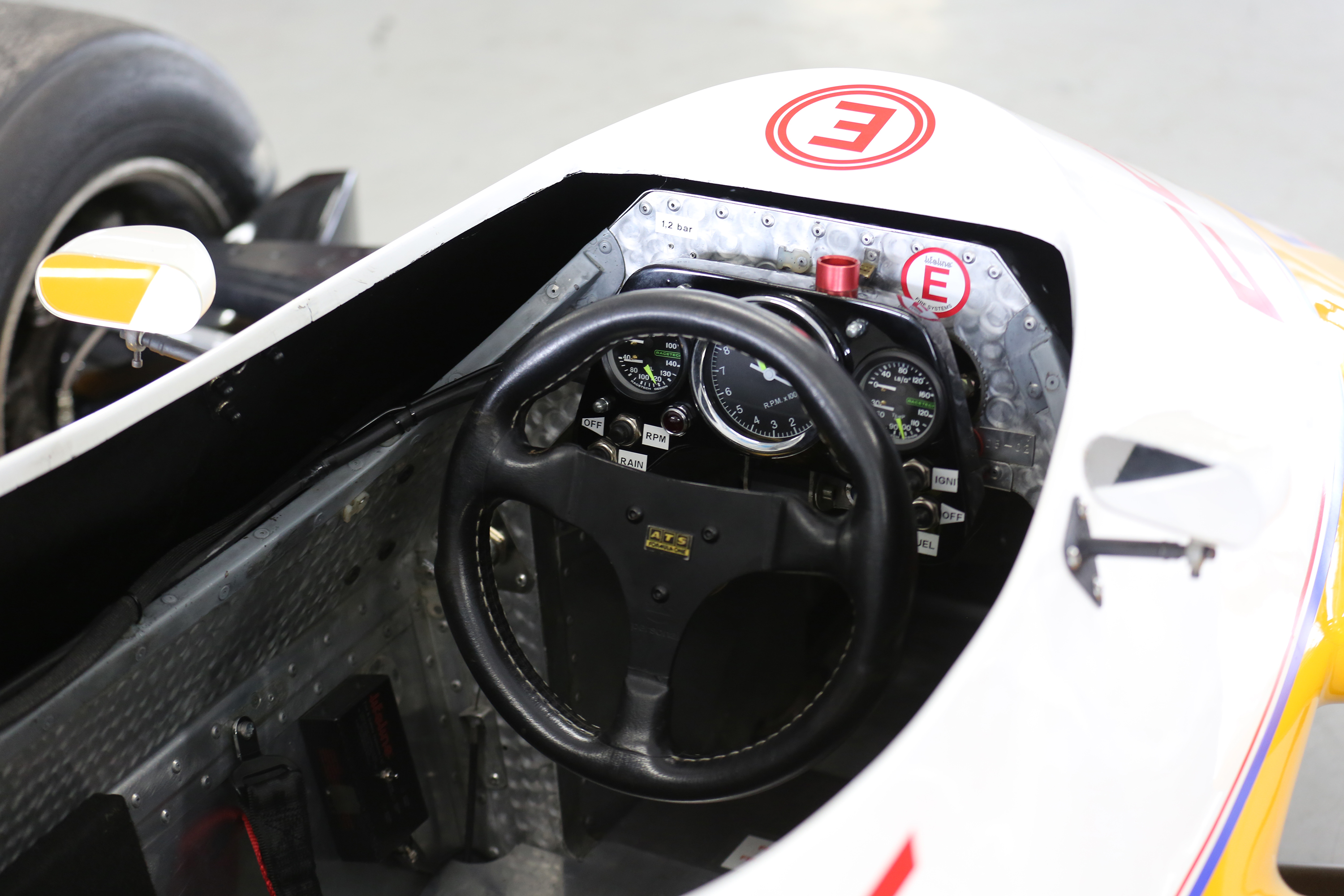
ATS D5, Cockpit
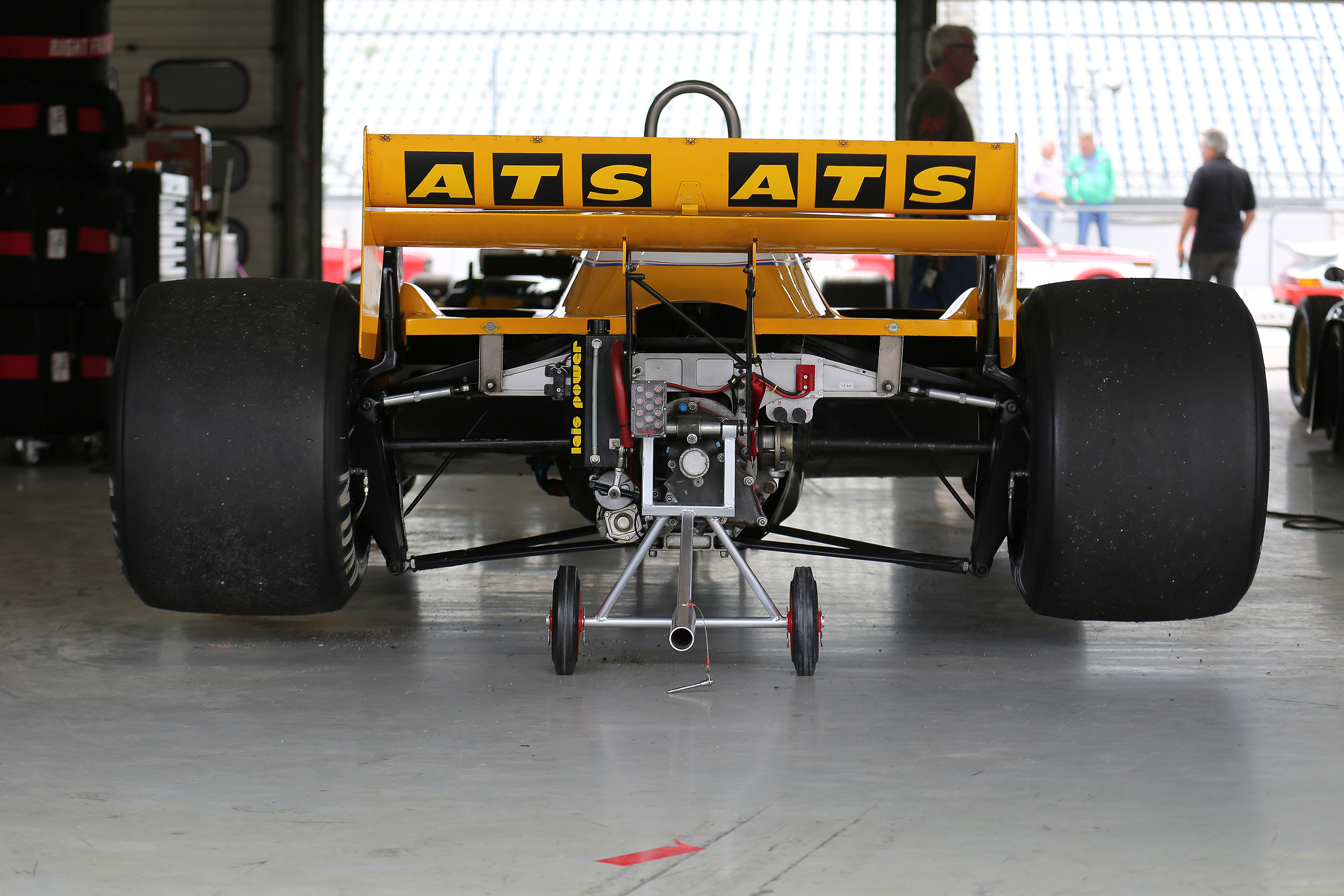
ATS D5
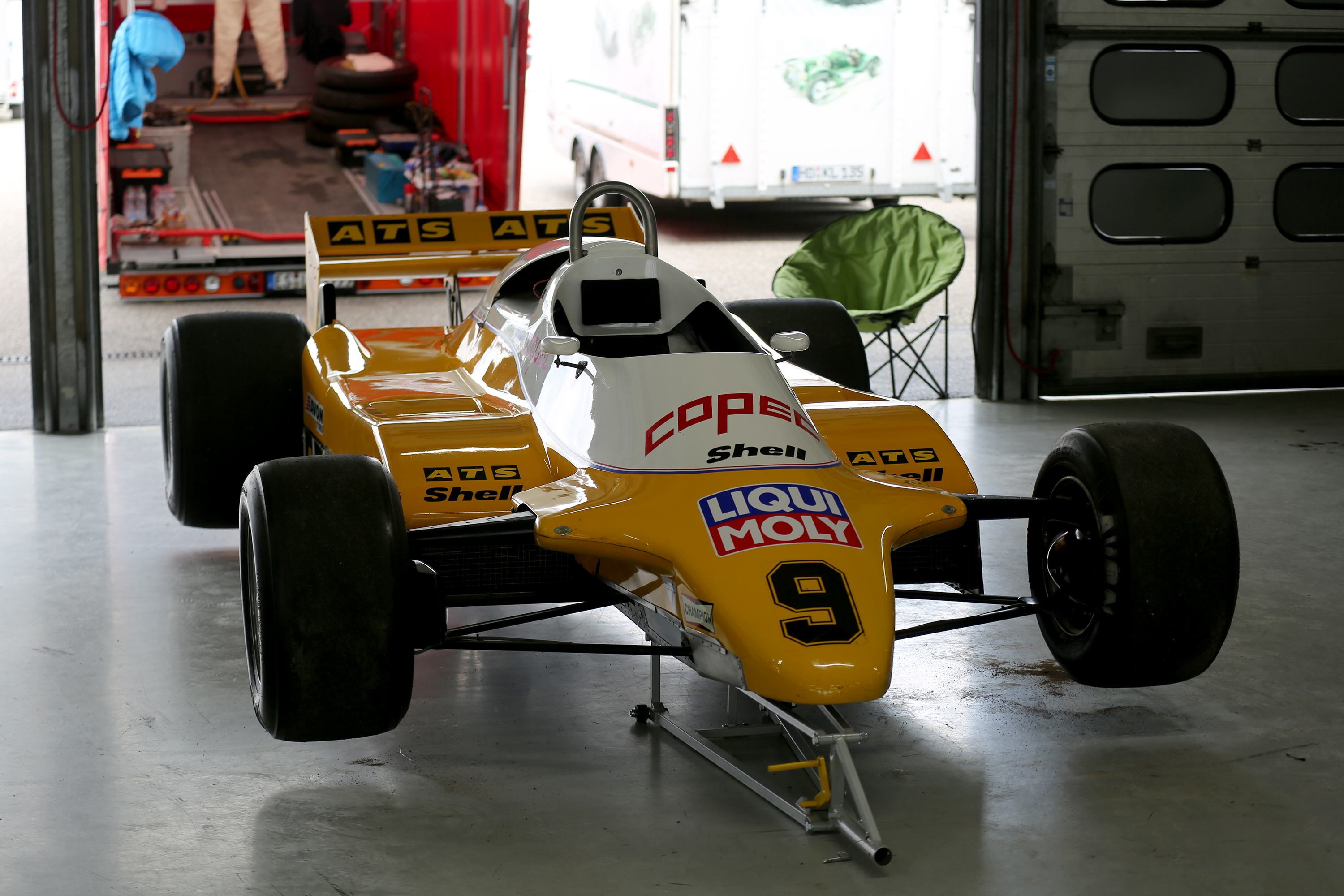
ATS D5 mit dem modifizierten Chassis von Don Halliday für die Saison 1982

Für das Jahr 1983 bezog das Team jenen BMW-Turbomotor, den auch das Brabham-Team fuhr. Als Fahrer war weiterhin Manfred Winkelhock im Einsatz, als Konstrukteur verpflichtete man den jungen Österreicher Gustav Brunner. Weltneuheit des Modells mit der Bezeichnung D6 war ein unverkleidetes Monocoque aus kohlenstofffaserverstärktem Kunststoff. Es zeigte sich, dass das Auto zwar schnell war, das Team aber mit dem technisch anspruchsvollen Auto überfordert war. Trauriger Höhepunkt war das Freitagtraining zum Rennen 1983 auf dem Hockenheimring, an dem Manfred Winkelhock wegen mehrerer technischer Defekte sowohl mit dem Einsatz- als auch mit dem Ersatzauto keine einzige fliegende Runde drehen konnte und Regen im samstäglichen Abschlusstraining eine Zeit verhinderte, die Manfred Winkelhock die Qualifikation ermöglicht hätte. So standen als Saisonfazit zwar mehrere Top-10-Startplätze, aber nur ein achter Platz im Rennen in Brands Hatch und somit keine WM-Punkte zu Buche.

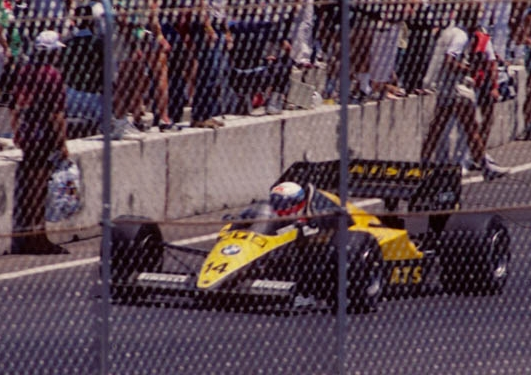
Manfred Winkelhock im ATS D7 beim Großen Preis der USA 1984 in Dallas

Für 1984 setzte man den auf dem gleichen Konzept aufbauenden D7 ein. Das Muster der Saison blieb das gleiche, Manfred Winkelhock war mit dem ATS-BMW oft schnell unterwegs, das Auto blieb jedoch defektanfällig. Zum Großen Preis von Österreich 1984 debütierte der junge Österreicher Gerhard Berger in einem zweiten Wagen, der auf Anhieb eine Zielankunft schaffte. Daraufhin wurde Gerhard Berger auch für den Großen Preis von Italien eingesetzt, bei dem es zum Eklat kam: An Manfred Winkelhocks Fahrzeug brach noch vor dem Start der erste Gang, worauf Manfred Winkelhock sein Auto abstellte. Teamchef Günter Schmid legte ihm das als Arbeitsverweigerung aus und kündigte dem Fahrer.
Gerhard Berger im zweiten Auto hatte zwar ebenfalls Getriebeprobleme, wurde aber gegen Rennende – von vielen Ausfällen begünstigt – bis auf den sechsten Platz vorgespült. Den fälligen WM-Punkt bekamen Team und Fahrer jedoch nicht anerkannt, da ATS zu Saisonbeginn nur ein Auto (Winkelhock) eingeschrieben hatte und das zweite erst während der Saison nachnominiert hatte.
Von der Ausfallserie der letzten beiden Jahre enttäuscht, stoppte BMW die Motorenlieferung an ATS. Da es Günter Schmid nicht gelang, einen alternativen Motorenlieferanten aufzutun, wurde das Team am Ende der Saison 1984 aufgelöst.

## Comeback mit Rial
Nachdem er mit RIAL einen neuen Felgenhersteller aufgebaut hatte, stieg Schmid 1988 mit diesem als Formel-1-Team wieder in die Formel 1 ein, erneut unter Mitarbeit von Gustav Brunner. Aber schon 1989 zog sich das Team zurück, nachdem es in zwei Jahren sechs WM-Punkte hatte erzielen können.